# Adler 2 Liter
Adler 2 Liter является среднеразмерным семейным автомобилем представленным Франкфуртским  авто-производителем Adler в феврале 1938 года в качестве замены для Adler Trumpf.

## Двигатель
Автомобиль был оснащен четырехцилиндровым двигателем объемом 1910 куб.см, максимальная мощность которого составляла 45 л.с. (33 кВт) при 3900 об / мин. Максимальная скорость составляла 110 км / ч (68 миль / ч).  Двигатель во многих отношениях был не более чем расточенной версией существующего агрегата объемом 1645 куб.см, который использовался с 1936 года на Trumpf.
Передача мощности на передние колеса осуществлялась через четырехступенчатую механическую коробку передач без синхронизатора. Для переключения передач использовался рычаг, установленный на колонке.

## Кузова
Три стандартных цельностальных кузова были предоставлены в 1938 году компанией Ambi-Budd из Берлина.  Покупатели могли выбирать между четырехдверным «лимузином» (седан), кабриолетом с четырьмя дверьми или более спортивным двухдверным кабриолетом с тесным задним рядом сидений. Кузов устанавливался на шасси, которое имело колесную базу в 2920 мм (115 дюймов) при общей длине 4540 мм (179 дюймов). Рекомендованная производителем цена составляла 4350 марок за седан и 4950 марок за более дорогой из двух кузовов, кабриолет.
Кроме того, Karmann из Оснабрюка после 1939 года стал выпускать более обтекаемый и более современный кузов для «Лимузина»,  так как Ambi-Budd прекратил свои поставки. С 1939 года кузова для кабриолетов, похожие на кузова Ambi-Budd, поставлялись изготовителями кузовов из Франкфурта Dörr & Schreck.

## Продажи
Adler 2 Liter производился с 1938 по 1940 год, в этот период было произведено 7470 автомобилей, что является хорошим показателем по сравнению с более лучшим BMW 326, который был произведен в количестве 4705 штук в 1938 году и 3313 в 1939 году, хотя с начала производства BMW  с 1936 года его общий объем производства был намного больше, чем у Adler 2 Liter.